# Serrat sinfónico (álbum)
Serrat sinfónico es el nombre del tercer disco del cantautor Joan Manuel Serrat editado en 2003 por la discográfica BMG Music. Temas clásicos del cancionero de Serrat reinterpretados en clave sinfónica, con arreglos y dirección musical de Joan Albert Amargós, grabado con la Orquesta Sinfónica de Barcelona y Nacional de Cataluña, y la colaboración especial al piano de Ricard Miralles y en percusiones de Roger Blavia.
Todas las canciones son de la autoría de Joan Manuel Serrat, excepto los temas "Herido de amor" sobre un poema de Federico García Lorca y "Cantares" (letra de Antonio Machado y J.M. Serrat). Al tema Herido de amor le puso música Serrat para que fuera interpretado por Ana Belén quien lo grabó en su disco Lorquiana, en este Serrat sinfónico, el propio autor lo interpreta por vez primera en su propia voz.
En Uruguay, la Cámara Uruguaya de Productores de Fonogramas (CUD) afirmó que el 5 de enero de 2005, el álbum superó las 2000 copias vendidas en ese país. Esto permitió que Serrat sinfónico sea certificado disco de oro en ese país.

## Canciones que componen el disco
- El carrusel del furo - 4:05
- Bendita música - 4:05
- Cançó de matinada - 4:15
- Barquito de papel - 3:50
- La bella y el metro - 4:42
- Princesa - 5:12
- Aquellas pequeñas cosas - 3:35
- Pueblo blanco - 5:02
- Herido de amor - 3:36
- De cartón piedra - 4:03
- Pare - 4:31
- Es caprichoso el azar - 4:13
- Mediterráneo - 4:22
- Mi niñez - 6:50
- Fa vint anys que dic que fa vint anys que tinc vint anys - 2:57
- Cantares - 4:20